# Bolszoj Kamiennyj Most
Bolszoj Kamiennyj Most (ros. Большой Каменный мост, Wielki Kamienny Most) – stalowy most łukowy nad rzeką Moskwą przy zachodnim krańcu Kremla Moskiewskiego. Jego poprzednik był pierwszym kamiennym mostem w Moskwie. Istniejący most został ukończony w 1938 przez inżyniera Nikołaja Kałmykowa.

## Bolszoj Kamiennyj Most (1692, zniszczony)
Pierwszy most na łodziach łączył Kreml z wioską Zamoskworeczie na pobliskim brzegu już w XV wieku. W 1643, Car Michał I zatrudnił Anie i Joganna Cristlerów, architektów ze Strasburga, by zaprojektowali kamienny most. Anie Cristler i Car Michał zmarli w 1645, a konstrukcję przerwano.
Źródła o ukończeniu pierwszego Kamiennego Mostu są sprzeczne:
- najczęściej akceptowana wersja mówi, że tego zadania powziął się Patriarcha Filaret, który nakazał rozpocząć pracę w 1682; ukończenie mostu nastąpiło w 1687 lub 1692.
- inna wersja łączy wybudowanie mostu w 1687 z Wasilijem Golicynem, który znany był z fundowania budowli.

## Bolszoj Kamiennyj Most (1859, zniszczony)
Drugi Kamienny Most został zbudowany w 1859 przez pułkownika Tannenberga w tym samym miejscu, na linii dzisiejszej ulicy Leniwka. Nowy most miał trzy stalowe łukowe przęsła (36+40+36 metrów) oparte na kamiennych filarach, podobne do tych w istniejących do dzisiaj Moście Nowospasskim i Moście Borodińskim. Główną wadą było to, że most uniemożliwiał swobodne przejście z jednej połowy wału na drugą. Ruch na moście odbywał się na tej samej wysokości, co ruch na wybrzeżach. Ten błąd został zauważony jeszcze przed powszechnym użyciem samochodów, dlatego w 1930 rozebrano drugi Kamienny Most, a Most Nowospasski, który tej wady nie posiada stoi do dziś.

## Bolszoj Kamiennyj Most (1938)
Pierwszy konkurs na projekt Trzeciego Kamiennego Mostu odbył się w 1921; żadna z prac nie została wybrana. Drugi konkurs został wygrany przez inżynierów Nikołaja Kałmykowa i zespół architektów Szuko-Gelfrejch-Minkus.
Projekt Kałmykowa został wybudowany w latach 1935-1938 bliżej Kremla niż poprzednie mosty. Pojedyncze łukowe przęsło ma 105 metrów szerokości i 8,4 metra wysokości. Łącznie 6 stalowych łuków wspiera 40-metrową jezdnię. Całkowita długość, razem z podjazdami wynosi 487 metrów.

## Galeria

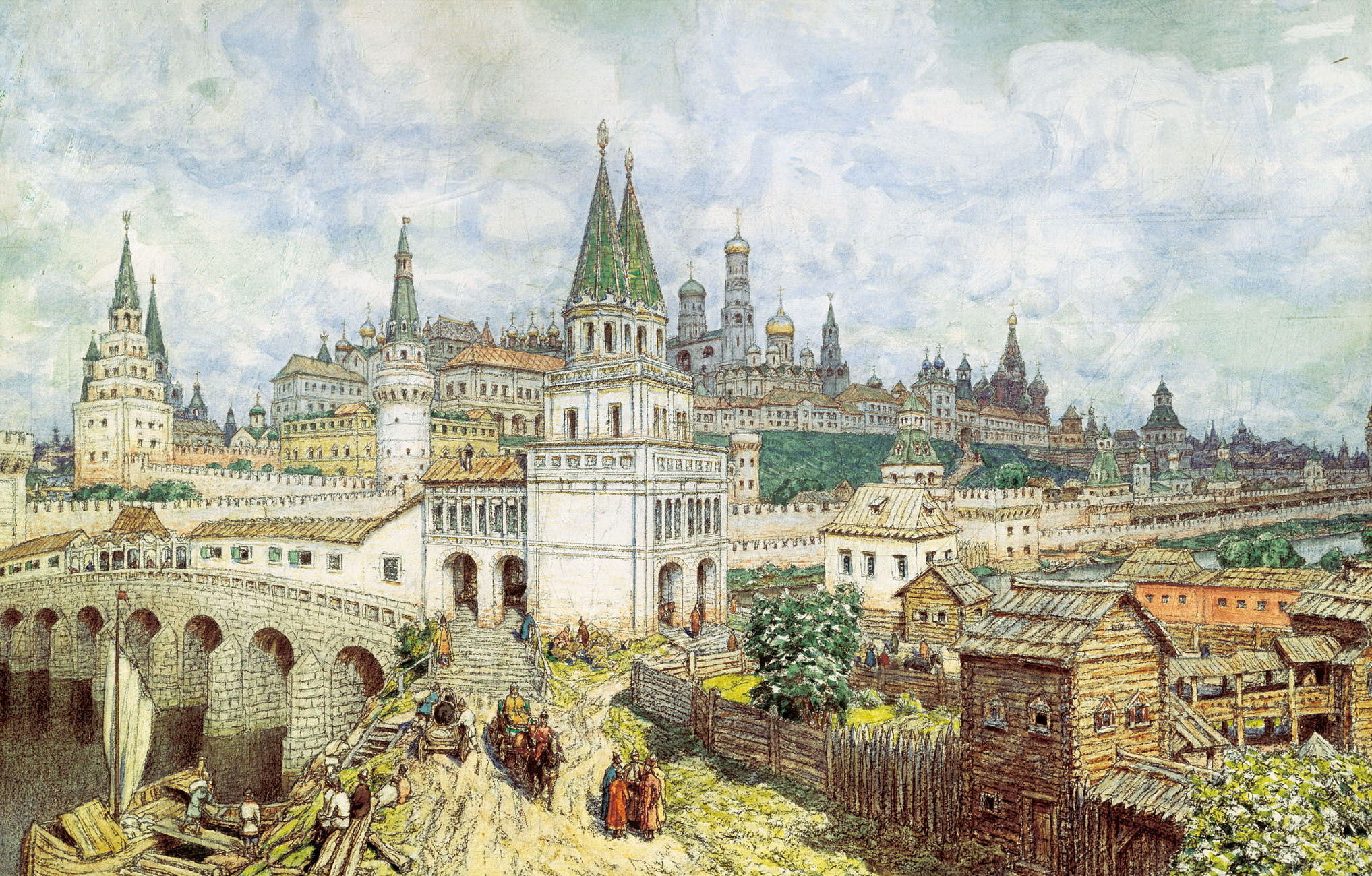
Wsiechswjatskij most (Most Wszystkich Świętych, stara nazwa Bolszogo Kamiennego Mosta) i Kreml pod koniec XVII wieku na obrazie Apollinarija Wasniecowa, 1922
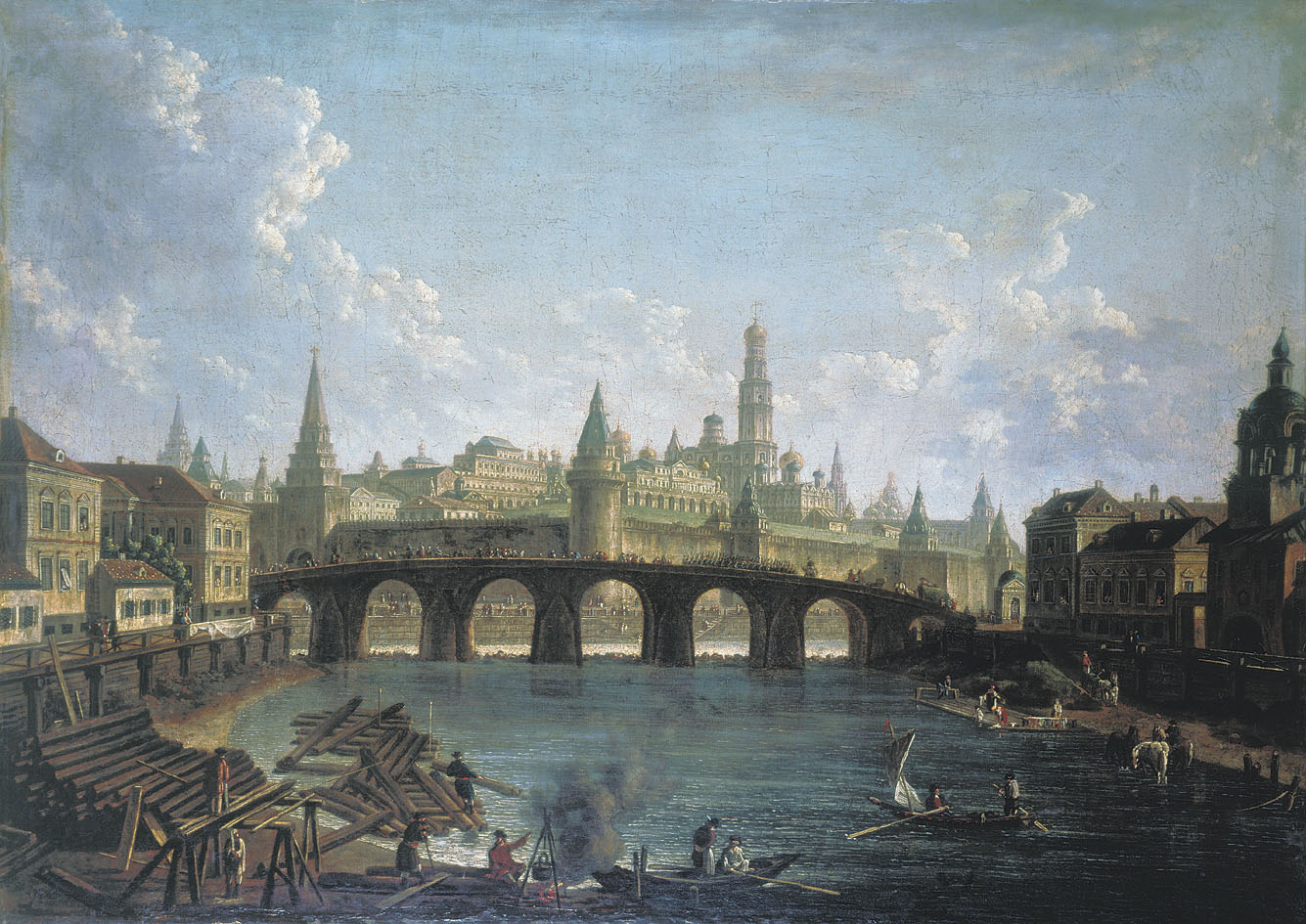
Pierwszy kamienny most, przedstawiony przez Fiodora Aleksiejewa na początku XIX wieku
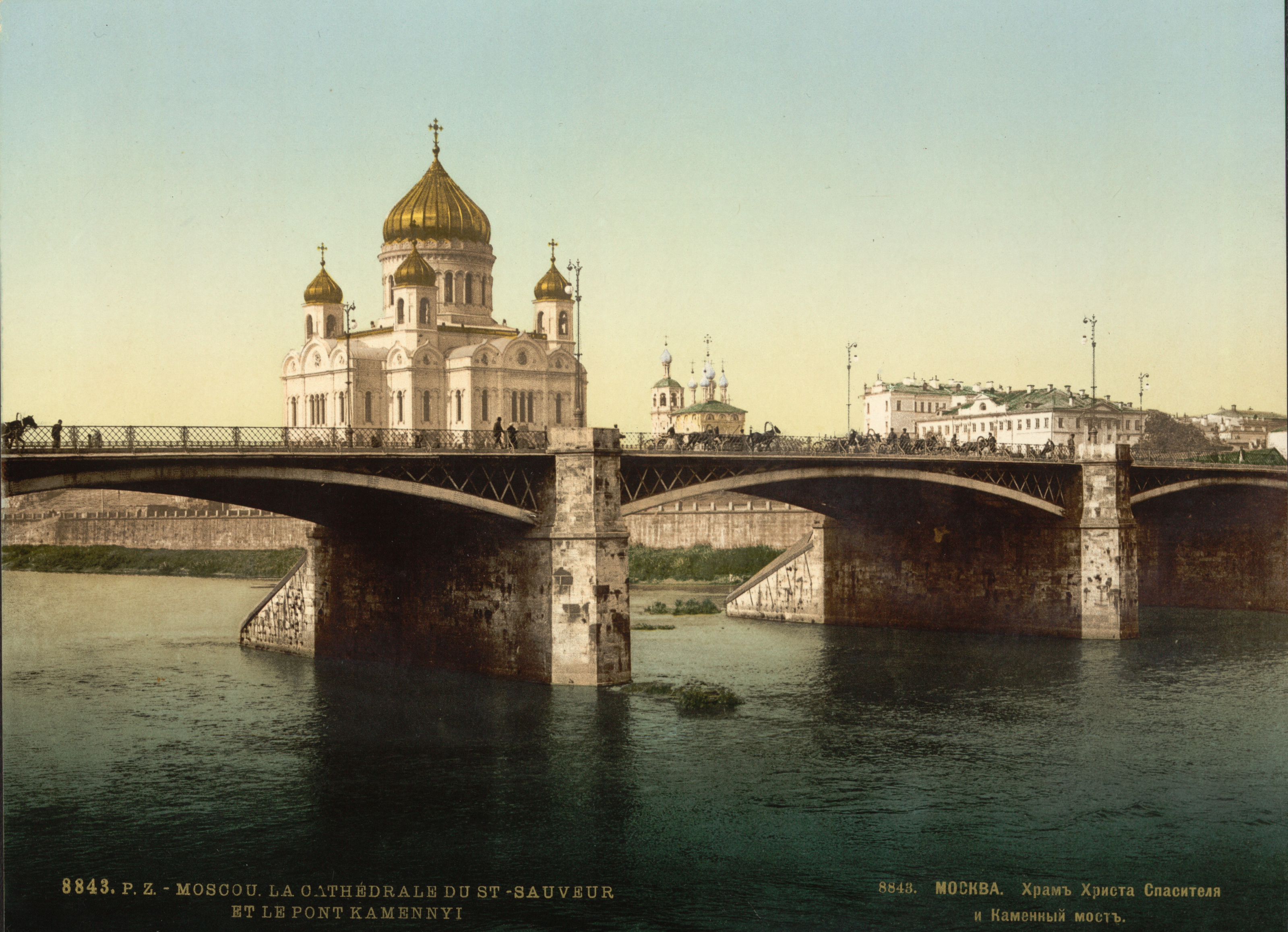
Drugi Kamienny Most, pocztówka
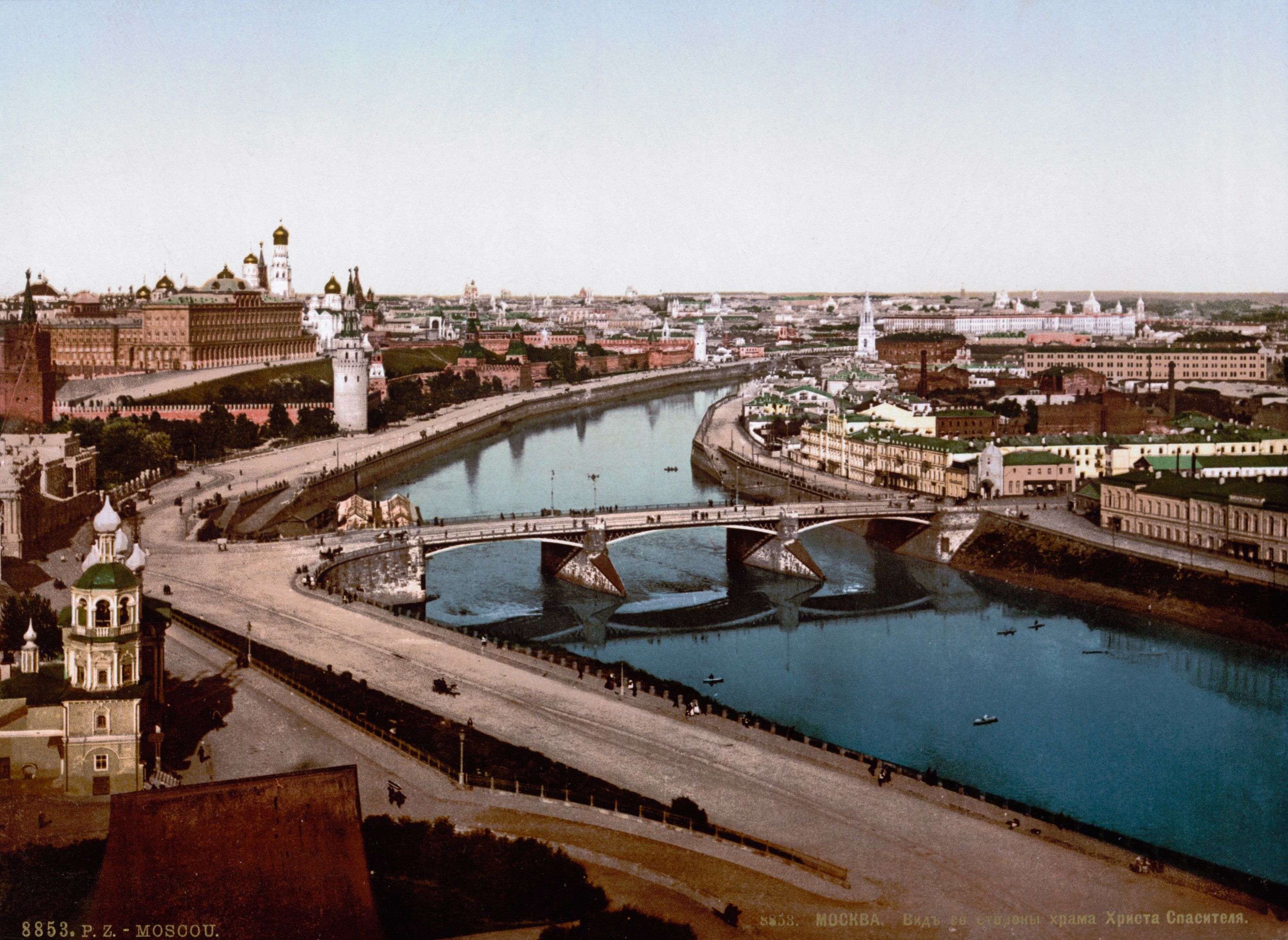
Drugi Kamienny Most, widok z Soboru Chrystusa Zbawiciela
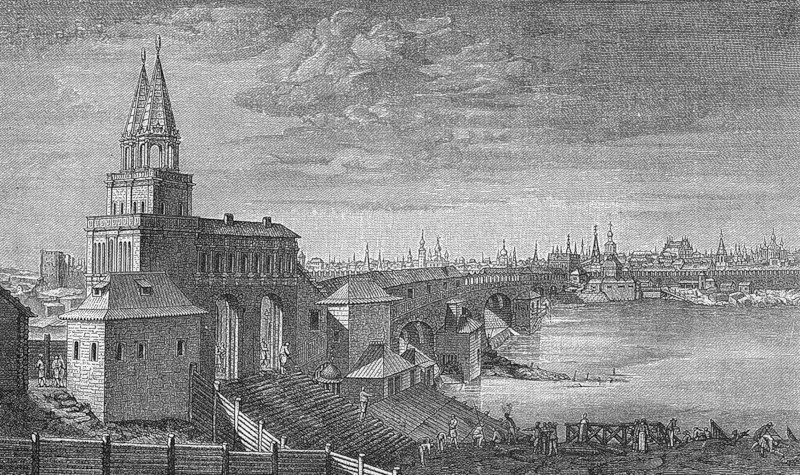
Most Wszystkich Świętych pod koniec XVIII wieku
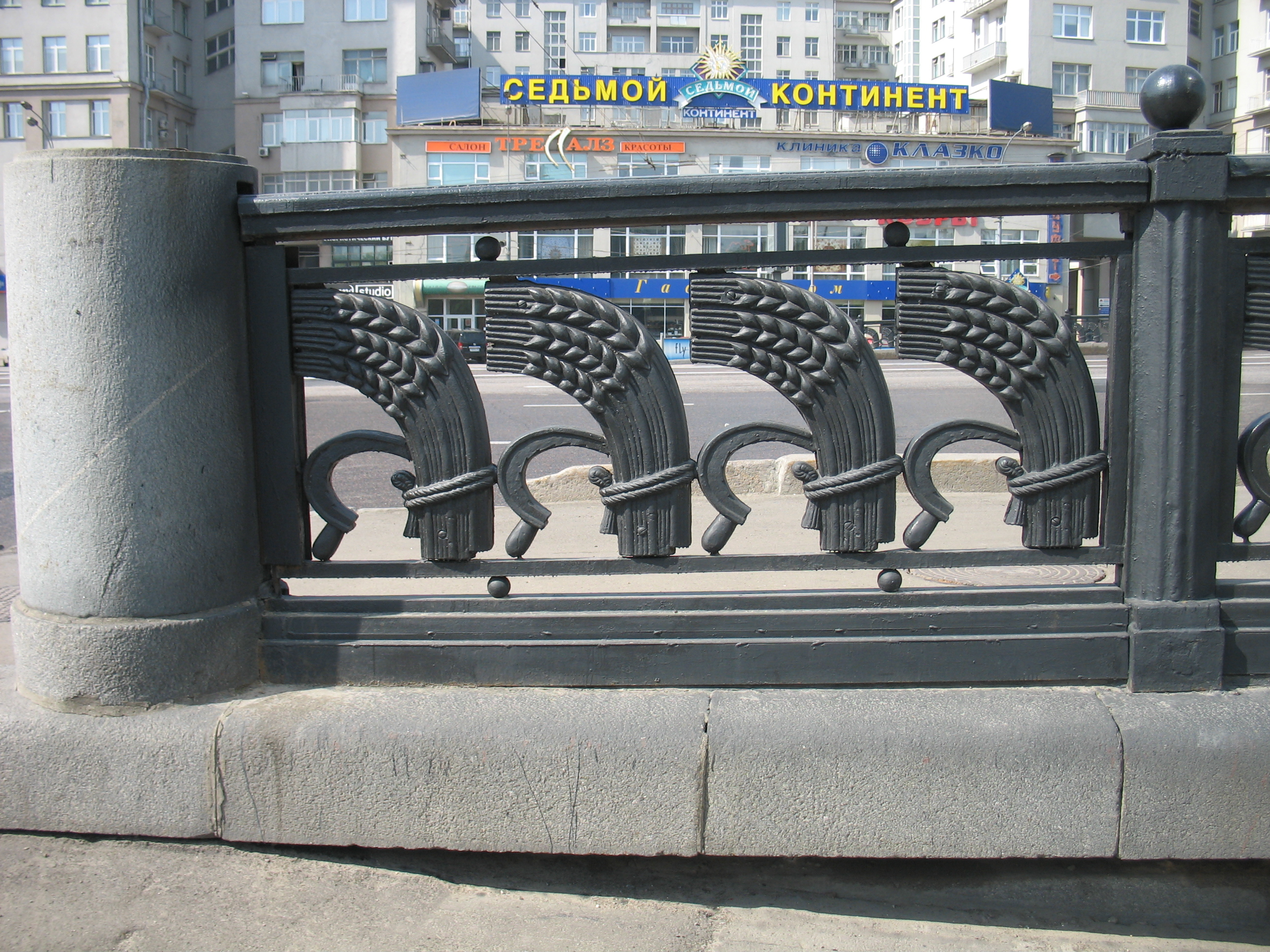
Fragment ogrodzenia mostu w 2007
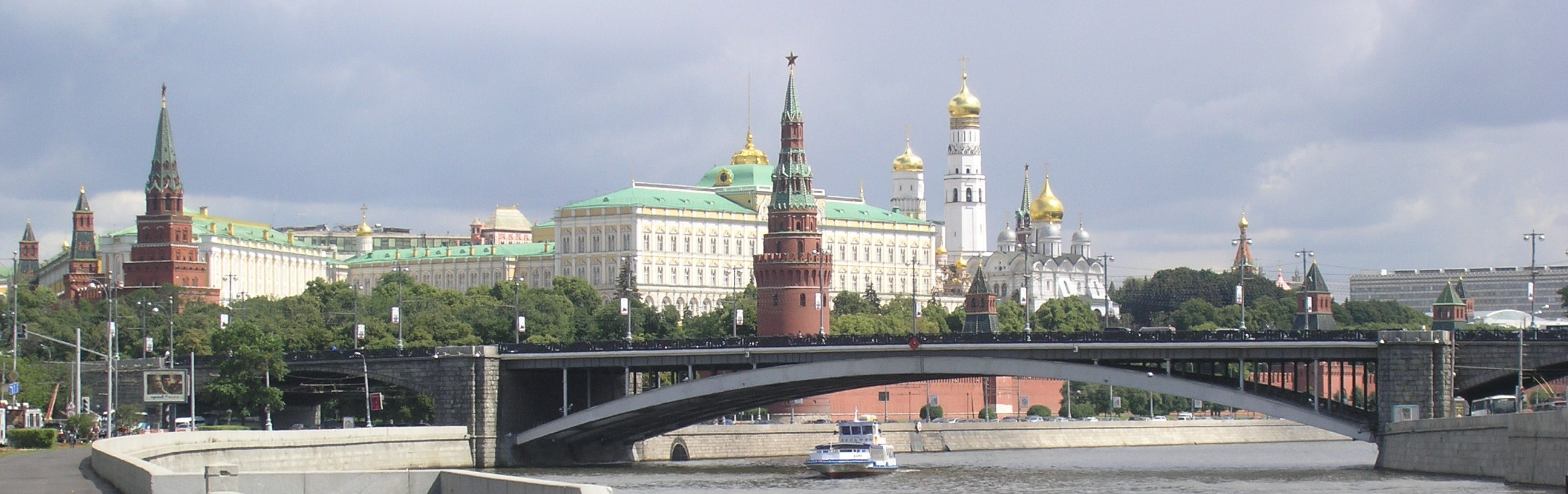
Bolszoj Kamiennyj Most w 2008
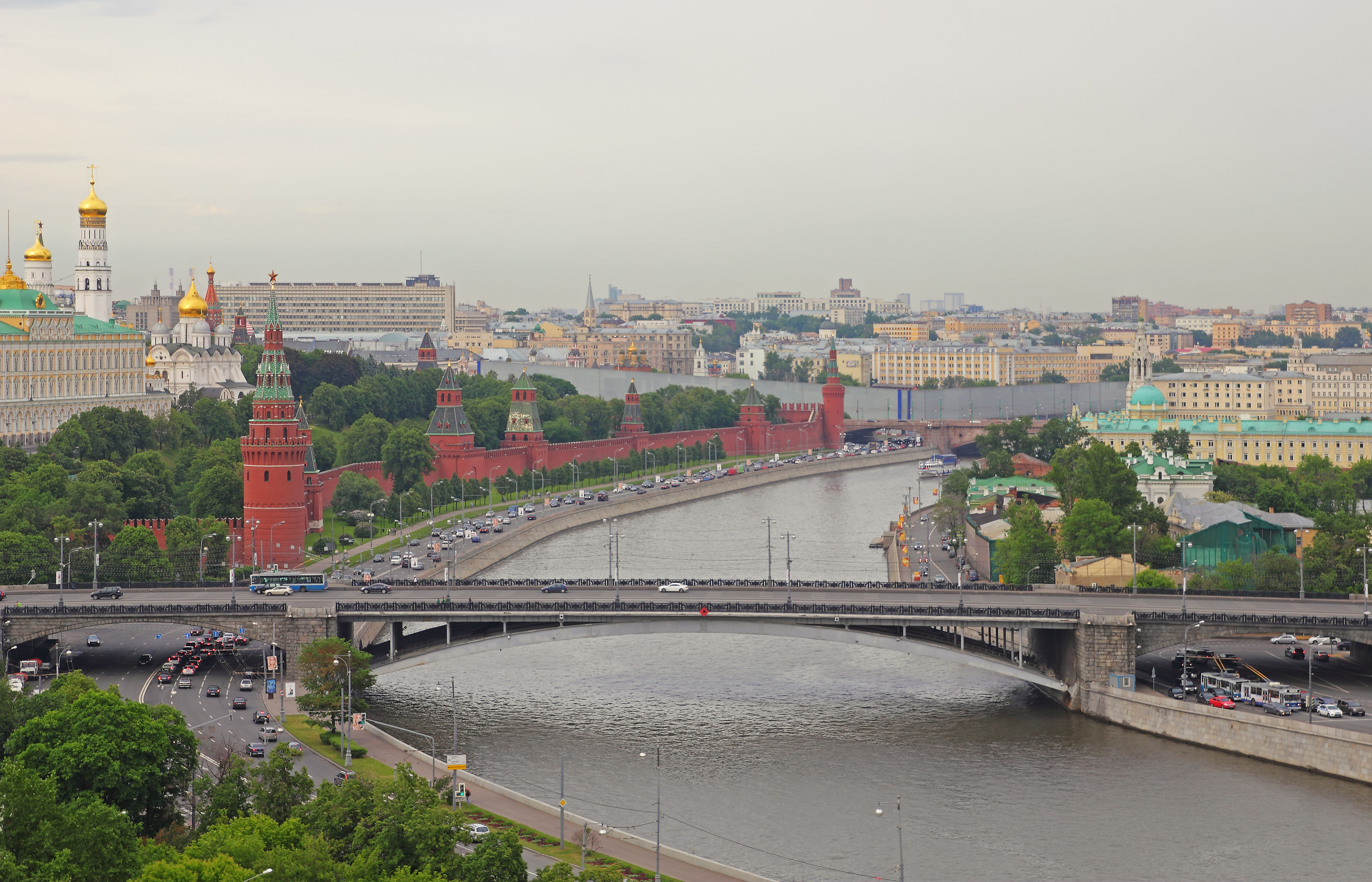
Bolszoj Kamiennyj Most w 2012, widok z Soboru Chrystusa Zbawiciela